# Кошка-лиса
Кошка-лиса (англ. Cat-fox) — возможный новый вид хищников, обнаруженный на индонезийской части острова Калимантан (Борнео).
Впервые вид был обнаружен швейцарской экологической группой WWF в 2003 году, при использовании в ночное время камер-ловушек в Национальном парке Каян-Ментаранг. Эти млекопитающее немного крупнее домашней кошки, с красным мехом, длинным хвостом и более длинными чем передние задними ногами. Его внешний вид — нечто среднее между кошкой и лисой. Немного напоминает фоссу (Cryptoprocta ferox) с Мадагаскара.
Всемирный фонд дикой природы планирует установить ловушки, чтобы поймать и изучить животное. Если это окажется действительно новый вид, то это будет первый новый хищник, обнаруженный на Калимантане со времени хорьковых барсуков (Melogale everetti) в 1895 году. К числу других новых млекопитающих, обнаруженных на острове Калимантан относительно недавно, можно отнести грызуна Pithecheirops otion, открытого в 1993 году, и летучую мышь Myotis gomantongensis, открытую в 1998 году. Некоторые люди полагают, что животное на фотографиях являются известным (но чрезвычайно редким) видом, калимантанской циветой (Diplogale hosei).
Тем не менее, Эрик Мейджаарт (англ. Erik Meijaard), Эндрю С. Китченер (англ. Andrew C. Kitchener) и Крис Сминк (англ. Chris Smeenk) в своём отчёте, опубликованном в 2007 году, предполагают, что сфотографированные животные не могут являться хищниками, но могут относиться к летягам вида Aeromys или летягой Томаса (А. thomasi). Другие скептики утверждают, что это может быть красная гигантская летяга (Petaurista petaurista).
| Группа  | Первое открытие | Страна               | Регион     | Среда обитания |
| ------- | --------------- | -------------------- | ---------- | -------------- |
| Криптид | 2003 год        | Индонезия и Малайзия | Калимантан | Лес            |